# Esqui cross-country nos Jogos Paralímpicos de Inverno de 2018 - Revezamento 4x2,5 km misto
A prova de revezamento 4x2,5 km misto do esqui cross-country nos Jogos Paralímpicos de Inverno de 2018 foi disputada no Centro de Biatlo Alpensia, em Daegwallyeong-myeon, Pyeongchang, em 18 de março.

## Medalhistas
|  | UKR Ucrânia |  | CAN Canadá                                         |  | NOR Noruega                                  |
|  | Iurii Utkin Ruslan Perekhoda (guia) Liudmyla Liashenko Iuliia Batenkova-Bauman Oksana Shyshkova Vitaliy Kazakov (guia) |  | Natalie Wilkie Emily Young Chris Klebl Mark Arendz |  | Andrea Eskau Steffen Lehmker Alexander Ehler |

## Resultados
| Pos.              | Bib | Atletas | País                             | Tempos                      | Total   | Diferença |
| ----------------- | --- | --- | -------------------------------- | --------------------------- | ------- | --------- |
| Medalha de ouro   | 1   | Iurii Utkin Guia: Ruslan Perekhoda Liudmyla Liashenko Iuliia Batenkova-Bauman Oksana Shyshkova Guia: Vitaliy Kazakov  | UKR Ucrânia                      | 5:12.8 5:43.2 7:47.6 5:48.3 | 24:31.9 | —         |
| Medalha de prata  | 6   | Natalie Wilkie Emily Young Chris Klebl Mark Arendz                                                                    | CAN Canadá                       | 6:41.8 5:58.0 7:34.3 5:07.8 | 25:21.9 | +50.0     |
| Medalha de bronze | 2   | Andrea Eskau Steffen Lehmker Andrea Eskau (2) Alexander Ehler                                                         | GER Alemanha                     | 7:13.1 5:02.9 7:51.8 5:17.5 | 25:25.3 | +53.4     |
| 4                 | 3   | Yoshihiro Nitta Momoko Dekijima Yurika Abe Taiki Kawayoke                                                             | JPN Japão                        | 5:30.3 6:21.0 8:04.6 5:52.1 | 25:48.0 | +1:16.1   |
| 5                 | 4   | Yauheni Lukyanenka Sviatlana Sakhanenka Guia: Raman Yashchanka Valiantsina Shyts Vasily Shaptsiaboi Guia: Yuri Liadau | BLR Bielorrússia                 | 6:20.4 5:29.3 8:46.9 5:14.6 | 25:51.2 | +1:19.3   |
| 6                 | 7   | Marta Zainullina Anna Milenina Irina Guliaeva Mikhalina Lysova Guia: Alexey Ivanov                                    | NPA Atletas Paralímpicos Neutros | 7:02.1 5:32.9 7:51.8 5:40.0 | 26:06.8 | +1:34.9   |
| 7                 | 10  | Kendall Gretsch Ruslan Reiter Kendall Gretsch (2) Jake Adicoff Guia: Sawyer Kesselheim                                | USA Estados Unidos               | 7:56.5 5:27.6 7:57.8 4:45.7 | 26:07.6 | +1:35.7   |
| 8                 | 5   | Trygve Steinar Larsen Johannes Birkelund Birgit Skarstein Vilde Nilsen                                                | NOR Noruega                      | 6:09.4 6:30.1 8:26.4 5:55.5 | 27:01.4 | +2:29.5   |
| 9                 | 8   | Chu Beibei Du Haitao Zheng Peng Wu Junbao                                                                             | CHN China                        | 7:31.2 5:34.2 7:56.6 6:04.5 | 27:06.5 | +2:34.6   |
| 10                | 11  | Sini Pyy Inkki Inola Guia: Vili Sormunen Sini Pyy (2) Ilkka Tuomisto                                                  | FIN Finlândia                    | 8:15.7 5:07.6 9:20.1 5:27.6 | 28:11.0 | +3:39.1   |
| 11                | 13  | Seo Vo-ra-mi Choi Bogue Guia: Kim Hyun-woo Lee Do-yeon Choi Bogue (2) Guia: Kim Hyun-woo (2)                          | KOR Coreia do Sul                | 9:22.4 5:46.8 8:52.8 6:08.2 | 30:10.2 | +5:38.3   |
| 12                | 9   | Zhanyl Baltabayeva Kairat Kanafin Guia: Anton Zhdanovich Zhanyl Baltabayeva (2) Sergey Ussoltsev                      | KAZ Cazaquistão                  | 8:33.0 5:35.8 9:28.4 8:04.0 | 31:41.2 | +7:09.3   |
| 13                | 12  | Aline Rocha Cristian Rivera Aline Rocha (2) Cristian Rivera (2)                                                       | BRA Brasil                       | 8:18.7 7:01.2 9:28.3 7:28.5 | 32:16.7 | +7:44.8   |

Legenda
| Recorde mundial      | Recorde mundial (World record)               |                       | Recorde africano                      | Recorde africano (African) |                                           | Q | Classificado por posição (Qualified) |
| Recorde paralímpico  | Recorde paralímpico (Paralympic record)      | Recorde da América    | Recorde da América (Americas)         | q                          | Classificado por melhor tempo (Qualified) |   |                                      |
| Melhor marca do ano  | Melhor marca do ano (World leading)          | Recorde asiático      | Recorde asiático (Asian)              | DNS                        | Não largou (Did not start)                |   |                                      |
| Recorde nacional     | Recorde nacional (National record)           | Recorde europeu       | Recorde europeu (European)            | DNF                        | Não terminou (Did not finish)             |   |                                      |
| Recorde pessoal      | Recorde pessoal do atleta (Personal best)    | Recorde da Oceania    | Recorde da Oceania (Oceania)          | DSQ / DQ                   | Desclassificado (Disqualified)            |   |                                      |
| Recorde da temporada | Recorde da temporada do atleta (Season best) | Recorde sul-americano | Recorde sul-americano (South America) | NM                         | Sem marca (No mark)                       |   |                                      |

### Esqui cross-country
| Penalizado com cartão amarelo | Penalizado com o cartão amarelo (Yellow card)                                           |  |  |  |
| LL                            | Classificado por tempo (Lucky loser)                                                    |  |  |  |
| PF                            | Vencedor definido por photo finish (Photo finish)                                       |  |  |  |
| LAP                           | Ultrapassado pelo líder (Lapped)                                                        |  |  |  |
| DQB                           | Desclassificado por conduta antidesportiva (Disqualified for unsportsmanlike behaviour) |  |  |  |
| RAL                           | Ranqueado como último (Ranked as last)                                                  |  |  |  |